# Елизабет фон Бранденбург (1403 – 1449)
Вижте пояснителната страница за други личности с името Елизабет фон Бранденбург.
Елизабет фон Бранденбург (на немски: Elisabeth von Brandenburg; * 1403; † 31 октомври 1449, Лигниц) от Дом Хоенцолерн, е принцеса от Бранденбург и чрез женитби херцогиня на Бриг (1436 – 1443) и Лигниц (1436 – 1449) и на Чешин.

## Живот
Тя е най-възрастната дъщеря на бургграфа на Нюрнберг и по-късния курфюрст Фридрих I фон Бранденбург (1371 – 1440) и съпругата му Елизабета Баварска (1383 – 1442), дъщеря на херцог Фридрих от Бавария-Ландсхут. Сестра е на курфюрстите на Бранденбург Фридрих II и Албрехт Ахилес.
Елизабет се омъжва по времето на Констанцкия събор, когато баща ѝ е издигнат на маркграф и курфюрст, по настояване на император Сигизмунд Люксембургски, на 9 април 1418 г. за херцог Лудвиг II от Лигниц и Бриг (1380/1385 – 1436) от рода на силезийските Пясти. Тя е втората му съпруга. Лудвиг е един от най-богатите князе по неговото време и оставя на съпругата и дъщерите му 30 000 рейнски гулдена и 10 000 бохемски гроша.
Елизабет се омъжва втори път на 17 февруари 1439 г. за доста по-младия херцог Вацлав I от Чешин (1413/1418 – 1474). Този брак е нещастен и бездетен и те скоро се разделят. Елизабет успява след това да управлява отново Лигниц и Голдберг.

## Деца
Елизабет има с първия си съпруг Лудвиг фон Лигниц децата:
- Лудвиг (1420 – 1435)
- Елизабет (1426 – 1435)
- Магдалена († 1497)

∞ 1442 херцог Николаус I фон Опелн (1420 – 1476) от род силезийски Пясти
- Хедвиг (1430 – 1471)

∞ 1445 херцог Йохан I фон Лигниц-Любен (1425 – 1453) от род силезийски Пясти